# Deolinda Gimo
Deolinda Gimo est une basketteuse mozambicaine née le 15 août 1987 à Maputo.

## Carrière
Elle fait partie de l'équipe du Mozambique de basket-ball féminin avec laquelle elle participe aux championnats d'Afrique de basket-ball féminin 2005, 2007, 2011, 2013, 2015, 2019 et 2021 et au championnat du monde 2014,.
En club :
- 2007 : Olivais
- 2007-2012 : Ferroviario Maputo
- 2012-2014 : Primeiro de Agosto Primeiro de Agosto
- 2014- :Ferroviario Maputo

## Palmarès
- Médaille d'argent du Championnat d'Afrique de basket-ball féminin 2013
- Médaille de bronze du Championnat d'Afrique de basket-ball féminin 2005
- Médaille d'argent du Championnat d'Afrique de basket-ball féminin des 20 ans et moins 2006
- Médaille de bronze du Championnat d'Afrique de basket-ball féminin des 18 ans et moins 2004